# Гецов, Григорий Ефимович
Григорий Ефимович Гецов (6 мая 1918, Слуцк — 12 марта 2000, Екатеринбург) — советский актёр и режиссёр. Народный артист Российской Федерации (1995).

## Биография
Окончил Ленинградский театральный институт (1941). Сразу после окончания института был принят в Ленинградский Новый ТЮЗ, где был занят в постановке пьесы В. Шекспира «Сон в летнюю ночь».
После начала Великой Отечественной войны ушел на фронт добровольцем. Участвовал в боях под Смоленском в 1941 году. После тяжелого фронтового ранения в ногу, едва не закончившегося ампутацией, был на излечении в госпитале Свердловска.
В 1942—1946 — актёр Свердловского театра юного зрителя.
С осени 1946 служил в Свердловском театре драмы. В течение 40 лет — руководитель самодеятельного народного театра ДК железнодорожников, которому в 2000 было присвоено звание «Народный театр драмы имени народного артиста России Г. Е. Гецова».

## Роли
- Кристиан «Сирано де Бержерак» Э.Ростана
- Князь Дауспрунгас «Миндаугас» Ю. Марцинкявичюса
- Князь Звездинцев «Плоды просвещения» Л. Толстого
- Капитан Шатовер «Дом, где разбиваются сердца» Дж. Б. Шоу
- Хиггинс «Пигмалион» Дж. Б. Шоу
- Белоносов «Золотопромышленники» Д.Мамина-Сибиряка
- Цыганов «Варвары» М. Горького

## Награды
- Орден Отечественной войны II степени (06.04.1985)[1]
- Медаль «За боевые заслуги» (16.08.1976)[2]